# João-folheiro
Limpa-folhas-amarelo ou joão-folheiro (Metopothrix aurantiaca) é uma espécie de ave da família Furnariidae. É a única espécie do género Metopothrix.
Pode ser encontrada nos seguintes países: Bolívia, Brasil, Colômbia, Equador e Peru.
Os seus habitats naturais são: florestas subtropicais ou tropicais húmidas de baixa altitude e florestas secundárias altamente degradadas.

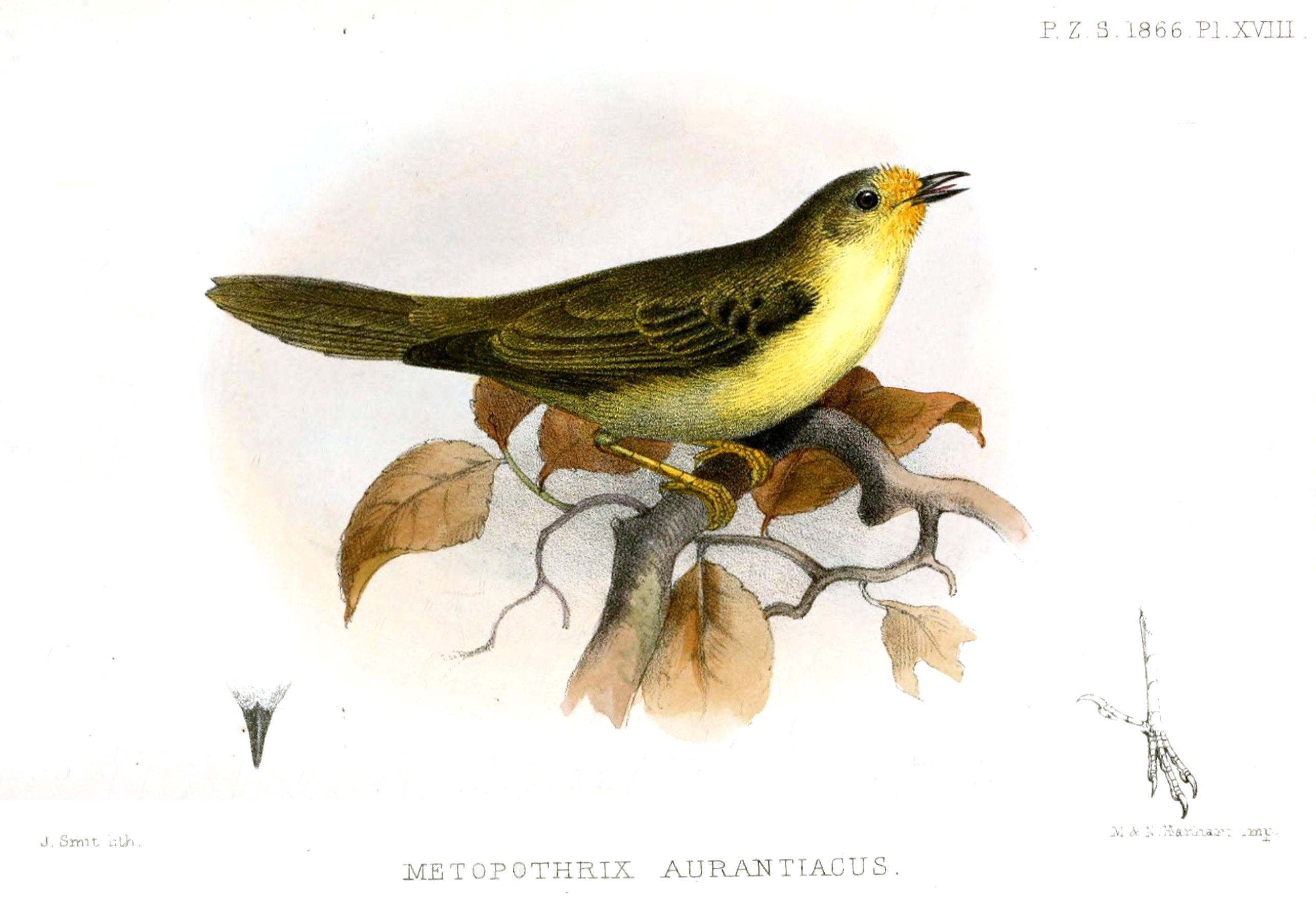